# Elizabeth de Burgh

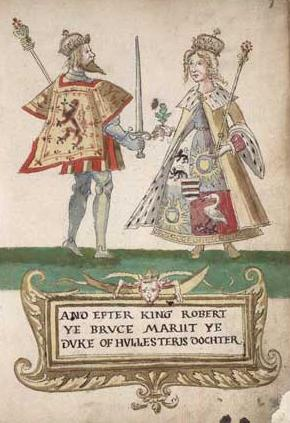
Robert the Bruce und Elizabeth de. Burgh

Lady Elizabeth de Burgh (* 1289; † 26. Oktober 1327 in Cullen Castle) war als zweite Ehefrau des schottischen Königs Robert I. (Robert the Bruce) schottische Königin. Obwohl ihr Gemahl zu den berühmtesten schottischen Königen gehörte, ist über sie wenig bekannt; wie bei den meisten Frauen des Mittelalters sind historische Notizen über sie spärlich. Jedenfalls wurde sie aber in die während der Regierungszeit ihres Gatten auftretenden politischen Auseinandersetzungen zwischen Engländern und Schotten verwickelt. 1306 geriet sie in englische Kriegsgefangenschaft, in der sie acht Jahre verblieb. Nach Schottland zurückgekehrt gebar sie ihrem Gatten den Thronfolger, der 1329 als David II. schottischer König wurde.

## Herkunft und Heirat
Elizabeth de Burgh, die wahrscheinlich in Down oder Antrim in Irland geboren wurde, war die zweite Tochter und das zehnte Kind von Richard Og de Burgh, 2. Earl of Ulster und dessen Gattin Margaret. Ihr Vater war ein mächtiger anglo-irischer Magnat und ein enger Freund des englischen Königs Eduard I. Vermutlich kam die Heirat der dreizehnjährigen Elizabeth mit dem 28-jährigen Robert Bruce, Earl of Carrick auf Vermittlung des englischen Königs zustande. Robert Bruce war einer der Führer des Schottischen Unabhängigkeitskriegs gewesen, doch im Februar 1302 hatte er die Seiten gewechselt und sich dem englischen König unterworfen. Elizabeths Vater war hoch verschuldet und unterstützte den Krieg in Schottland nur widerstrebend. Der englische König hoffte wohl, dass der Earl of Ulster nun stärker Ritter und Geld für den Krieg bereitstellte. Vermutlich fand die Hochzeit 1302 in Canterbury statt.

## Königin von Schottland
Wohl nach längerer Vorbereitung rebellierte Robert Bruce ab Februar 1306 gegen die englische Herrschaft in Schottland und setzte somit den schottischen Unabhängigkeitskrieg fort. Am 27. März 1306 ließ er sich in Scone zum König der Schotten krönen. Vermutlich entsprach diese Krönung eher dem westeuropäischen Vorbild und nicht der traditionellen Inthronisierung der bisherigen schottischen Könige. Vermutlich wurde auch die junge Elizabeth zur Königin erhoben. Die Krönung erfolgte aber aufgrund des bevorstehenden Konflikts mit England hastig und teils improvisiert. Elizabeth soll ihren Mann zurechtgewiesen haben, dass sie wie Kinder König und Königin spielen würden. Bereits im Juni 1306 erlitt das Heer von Robert Bruce in der Schlacht bei Methven eine schwere Niederlage. Nach dem Berichten englischer Chroniken soll selbst Elizabeth ihren Mann als Kinge Hobbe of Summer verspottet haben.

## Gefangenschaft in England
Elizabeth begleitete aber den König zusammen mit anderen Frauen aus der Familie Bruce, als er mit den Resten seines Heers in die Highlands flüchtete. Schließlich versuchte Bruce, mit nur wenigen Getreuen auf die westschottischen Inseln zu flüchten. Er schickte Elizabeth, seine etwa zehnjährige Tochter aus erster Ehe, Marjorie, sowie seine Schwestern Mary und Christina unter den Schutz seines Bruders Neil und des Earls of Atholl nach Nordschottland. Vermutlich sollte die Gruppe versuchen, die unter norwegischer Oberhoheit stehenden Orkneys zu erreichen. Dort hätten sie unter dem Schutz der norwegischen Königinwitwe Isabella, einer Schwester von Robert Bruce gestanden. Zunächst erreichten sie Kildrummy Castle. Als ein englisches Heer anrückte, blieben Neil Bruce und die meisten anderen Begleiter in der Burg zurück. Der Earl of Atholl flüchtete mit den Frauen weiter nach Norden. Als die Gruppe Tain erreichte, wurde sie vom Earl of Ross gefangen genommen, obwohl sie Kirchenasyl am Schrein von Saint Duthac gesucht hatte. Der Earl of Ross übergab die Gefangenen dem englischen König. Dieser ließ auch die Frauen streng bestrafen. Im Gegensatz zu Mary Bruce und der Countess of Buchan wurde Elizabeth zwar nicht in Käfige gesperrt, musste jedoch in der Isolation eines englischen Klosters leben. Nach dem Tod von Eduard I. durfte sie ab 1308 in bescheidenen Verhältnissen auf dem Gut von Burstwick in Holderness zusammen mit zwei Dienerinnen leben. Der neue englische König Eduard II. schickte sie später nach Bisham Abbey in Berkshire. Im März 1312 wurde Elizabeth in den Tower of London gebracht, wo sie mit zwei Dienerinnen und vier Dienern wohl in besseren Verhältnissen leben durfte.

## Freilassung und Rückkehr nach Schottland
Im Juni 1314 erlitt das von Eduard II. geführte englische Heer in der Schlacht von Bannockburn gegen die Schotten unter Robert I. eine schwere Niederlage. Nach der Schlacht geriet der Earl of Hereford in schottische Gefangenschaft. Der schottische König erreichte, dass seine Familie gegen den hochrangigen Gefangenen ausgetauscht wurde. Am 2. Oktober 1314 wurde Elizabeth nach Carlisle an die schottische Grenze gesandt. Ob der Austausch kurz darauf oder erst Mitte Februar 1315 erfolgte, ist umstritten. Erst im April 1315 traf sie nach über acht Jahren ihren Ehemann in St Andrews wieder.

## Kinder
Robert I. hatte mit dem Sieg bei Bannockburn seine Herrschaft gesichert, doch da er bislang keinen Sohn als Erben hatte, drohte Schottland nach seinem Tod eine neue Thronfolgekrise wie nach 1286. In den nächsten Jahren war Elizabeth mehrmals schwanger. Nach mindestens zwei Mädchen wurde sie im März 1324 Mutter von Zwillingssöhnen, von denen jedoch nur der vermutlich jüngere Sohn, der spätere König David II. überlebte:
- Margaret (* zwischen 1315 und 1322; † zwischen 30. März 1346 und 9. November 1347), ⚭ William Sutherland, 5. Earl of Sutherland
- Matilda (* zwischen 1315 und 1323; † 30. Juli 1353), ⚭ Thomas Isaac
- John (* 5. März 1324; † Mai 1326[19])
- David (* 5. März 1324; † 22. Februar 1371), ab 1329 König von Schottland

## Tod und Beisetzung
Elizabeth starb im Oktober 1327 im nordschottischen Cullen. Warum sie sich dort getrennt von ihrem Mann aufgehalten hat, ist unbekannt. Der König machte dort 1328 für ihr Seelenheil eine Stiftung. Sie wurde im Chorraum von Dunfermline Abbey beigesetzt, der traditionellen Begräbnisstätte der schottischen Könige und Königinnen. Die Abteikirche wurde nun auch zur Begräbnisstätte der Familie Bruce. Robert I. starb etwa eineinhalb Jahre nach Elizabeth und wurde neben seiner Gemahlin bestattet.